# Iver Johnson
A Iver Johnson foi um fabricante de armas de fogo, bicicletas e motocicletas nos EUA que atuou de 1871 a 1993. A empresa compartilhou o mesmo nome que seu fundador, Iver Johnson, nascido na Noruega (1841 — 1895).
O nome foi revendido e, em 2003, a Iver Johnson Arms foi aberta, mas não possui partes ou informações relacionadas à empresa anterior a 1993 e representa uma continuação apenas no nome.

## Iver Johnson
Iver Johnson, nascido como "Ivar Jonsen Floe" (14 de fevereiro de 1841 comuna de Stryn, Nordfjord, Sogn og Fjordane, Noruega — 03 de agosto de 1895, Fitchburg, Massachusetts), Ele começou seu aprendizado como armeiro em Bergen em 1857 aos 16 anos e chegou a ter uma loja de armas em Oslo. 
Iver Johnson imigrou da a Noruega para Worcester, Massachusetts, em 1863, no auge da Guerra Civil Americana. Johnson era um armeiro de profissão na época, mas também trabalhava como inventor em seu tempo livre, o que seria útil mais tarde, quando ele buscava usos novos e criativos para seu equipamento de fabricação parcialmente ocioso, um processo de pensamento que eventualmente o levaria e seus herdeiros a diversificar os negócios da corporação. Seu trabalho inicial envolveu não apenas a fabricação de armas localmente em Fitchburg, MA, mas também incluiu o fornecimento de projetos e trabalhos para outras empresas de armas de fogo, principalmente a Allen & Wheelock, para quem ele fez as pistolas que ficaram conhecidas como "pepperbox". Johnson se casou com Mary Elizabeth Speirs (1847 — ?), em 9 de abril de 1868, em Worcester, com quem teve três filhos (Frederick Iver, John Lovell e Walter Olof) e 2 filhas (Mary Louise e Nellie).

## Johnson Bye & Company

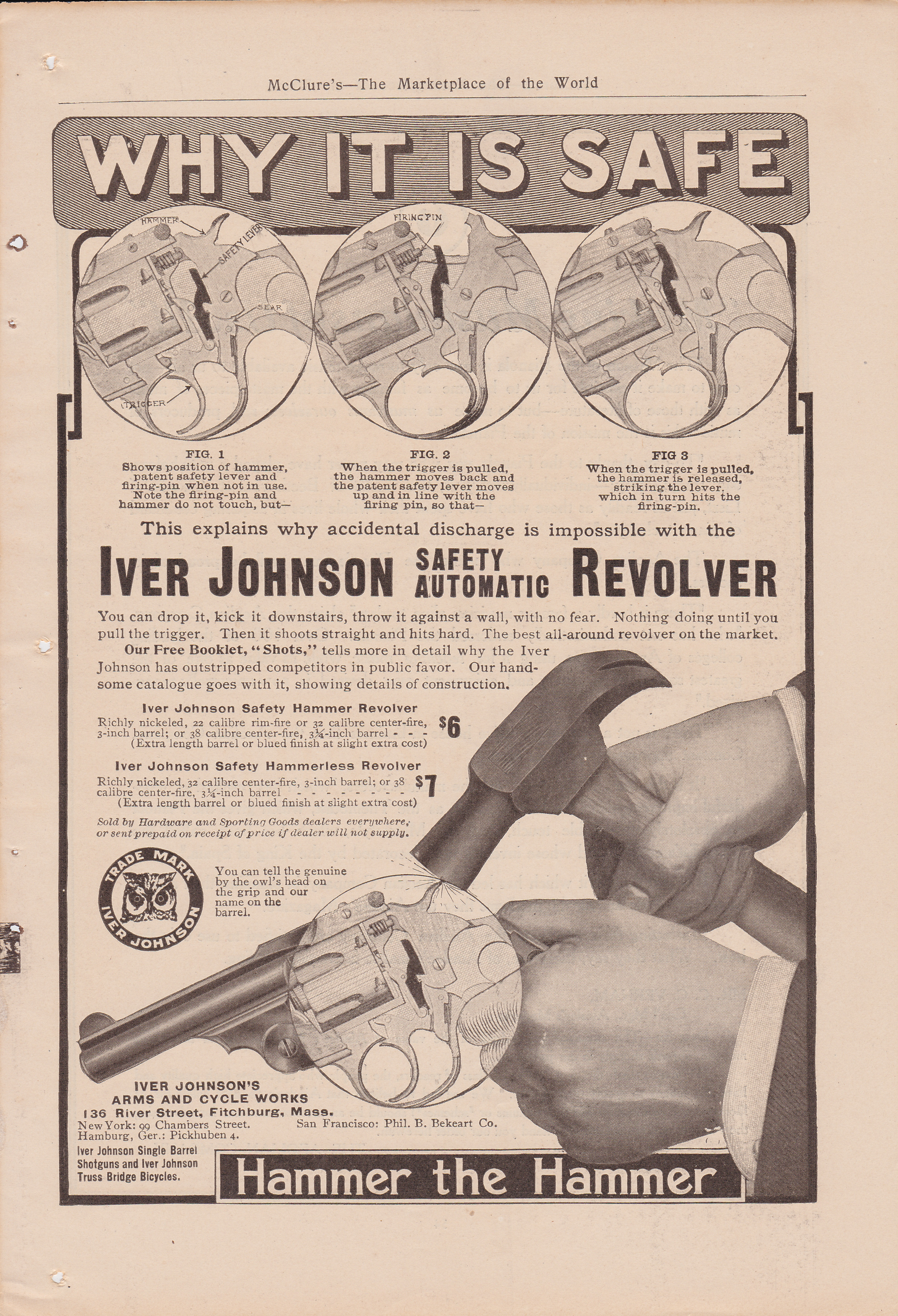
Anúncio da Iver Johnson enaltecendo sua inovação "drop safe".

Em 1871, Johnson juntou-se à Martin Bye para formar a Johnson Bye & Company, fundindo suas próprias operações de armeiro com as de Martin Bye. Durante esse período, Johnson e Bye registraram várias novas patentes sobre novos recursos em armas de fogo e aprimoramento de alguns já existentes. Suas receitas primárias vieram da fabricação e venda de seus próprios modelos de revólveres baratos. Pouco se sabe sobre Martin Bye, pois há muito pouca informação documentada sobre sua vida.
Bye e Johnson registraram em conjunto e receberam várias patentes, principalmente relacionadas a projetos de armas de fogo, a partir de 1876. O nome da empresa mudou para Iver Johnson & Company em 1883 após a compra da participação de Bye na empresa por Johnson. Bye continuou a trabalhar na indústria de armas de fogo pelo resto de sua vida.

## Iver Johnson's Arms & Cycle Works

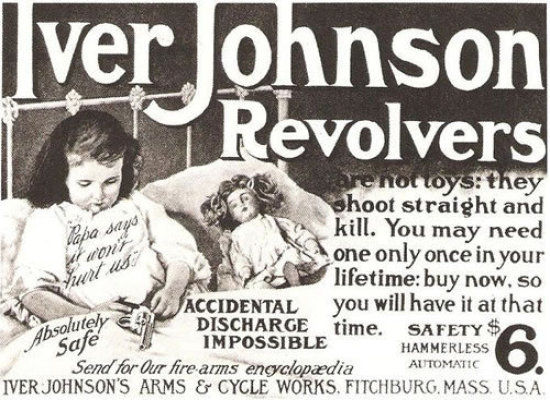
Anúncio da Iver Johnson afirmando que seus revólveres eram tão seguros que podiam ficar perto de bebês.

O nome da empresa mudou novamente para Iver Johnson's Arms & Cycle Works em 1891, quando a empresa se mudou para Fitchburg, Massachusetts para ter instalações de fabricação melhores e maiores. A empresa atraiu uma série de maquinistas e designers imigrantes talentosos para suas fileiras, incluindo O.F. Mossberg e Andrew Fyrberg, que inventaram o mecanismo de "catraca" com trava superior da empresa e o sistema de segurança com barras de transferência "Hammer-the-Hammer" usado na linha popular de revólveres de segurança "top-break" da empresa.
Iver Johnson morreu de tuberculose em 1895, e seus filhos assumiram o negócio. Frederick Iver, (nascido em 10/2/1871), John Lovell (nascido em 26/6/1876), e Walter Olof (nascido em agosto de 1878), cada um tinha níveis muito diferentes de envolvimento na empresa, desde a liderança executiva até quase nenhum envolvimento. Eles conduziram a empresa através de uma fase de expansão, à medida que as operações de bicicletas cresceram e depois se converteram na fabricação e vendas de motocicletas. Eles também viram o crescimento do negócio de armas de fogo e a eventual reestruturação da empresa para se concentrar em armas de fogo e negócios relacionados, abrindo mão dos negócios não relacionadas a armas de fogo, como o negócio de motocicletas, diante da crescente demanda por armas de fogo, a indústria de armamentos da Primeira Guerra Mundial expansão e outros fatores. À medida que a participação da família nos negócios diminuía e o investimento externo via ações de capital aberto e fusões / aquisições / parcerias ocorriam, a empresa mudou de mãos várias vezes durante sua operação.
A empresa acabou retirando "Cycle Works" de seu nome formal quando essa parte do negócio foi fechada. O negócio resistiu com sucesso à Grande Depressão (em parte graças às taxas mais altas de assalto à mão armada, que ajudaram a manter a demanda por armas de fogo pessoais) e foi impulsionado pelo aumento dramático no mercado de armas antes e durante a Segunda Guerra Mundial.
Após a Segunda Guerra Mundial, a introdução de novas armas de fogo pela empresa diminuiu. Cada vez mais, a sorte da empresa dependia das vendas de seus revólveres e espingardas cada vez mais obsoletos. Sem novas pesquisas e desenvolvimento, a maioria das alterações de armas de fogo se limitava a atualizações cosméticas dos projetos existentes.
Como resultado de mudanças de propriedade, a empresa teve a primeira de duas grandes realocações em 1971, quando se mudou para Middlesex, Nova Jersey. Mudou-se novamente para Jacksonville, Arkansas, sendo na época de propriedade conjunta de Lynn Lloyd e Lou Imperato, que também possuía a marca Henry, antes de finalmente deixar de negociar com seu próprio nome em 1993, quando era propriedade da American Military Arms Corporation (AMAC).

## Modelos

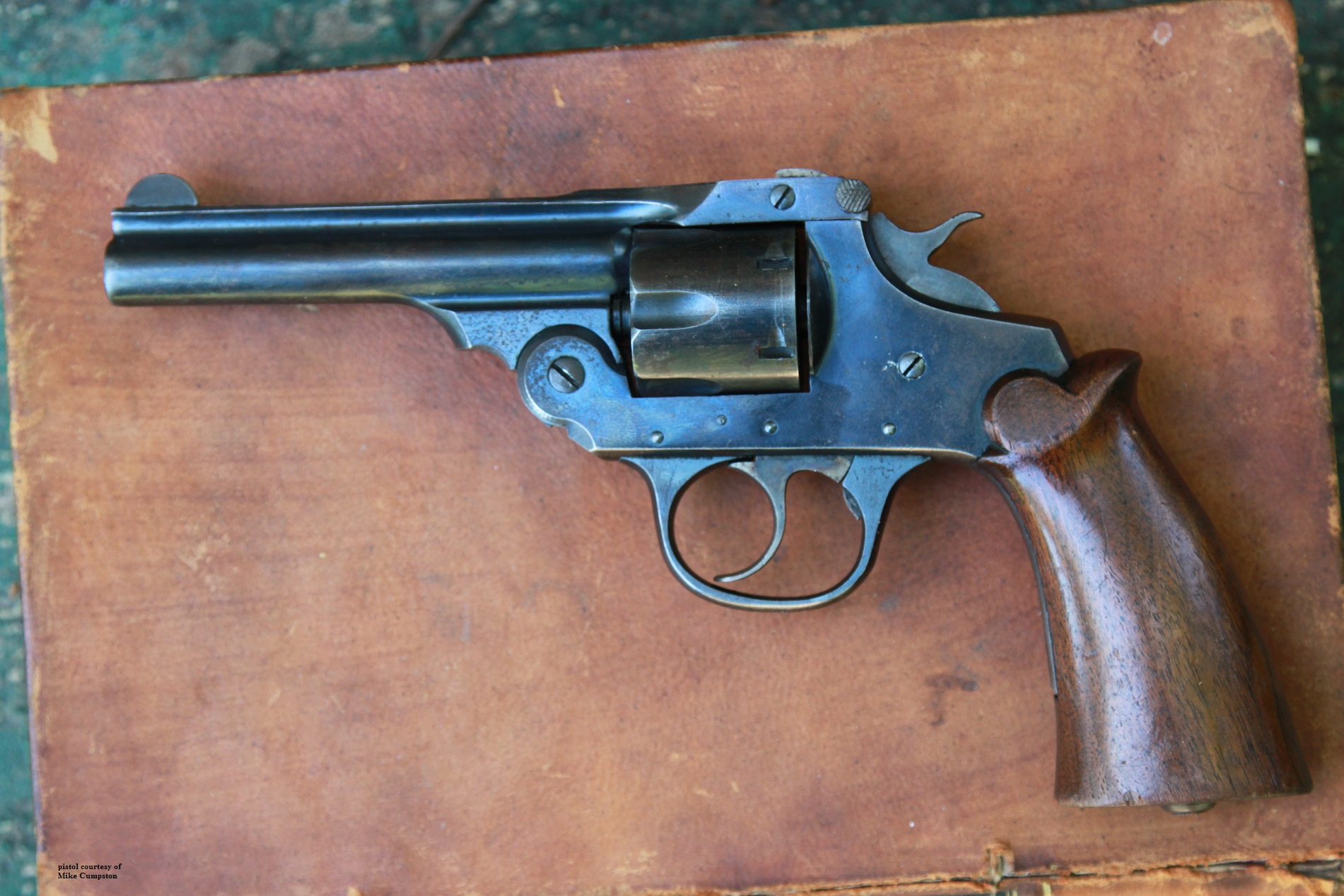
Iver Johnson Safety Automatic "New Model" meados do século XX nos calibres: .22/.32 Long/ .38 S&W. Essa variante, com empunhadura "faroeste" foi catalogada na "Shooter's Bible" de 1940.

A nomenclatura da Iver Johnson refere-se aos seus revólveres "top-break" como "Safety Automatics". Estes são revólveres, não pistolas semiautomáticas, que são em grande parte anteriores àquela época. O termo "Safety Automatic" refere-se ao sistema de segurança da barra de transferência "Hammer-the-Hammer" ("safety") da Iver Johnson e à ejeção automática de cartuchos ao abrir os revólveres ("automátic").

### Safety automatic
Modelos padrão com cão exposto:
- First Model (1894–1895), mecanismo basculante duplo
- Second Model (1896–1908), mecanismo basculante duplo
- Third Model (1909–1941), mecanismo basculante duplo, adaptado para pólvora sem fumaça

### Safety automatic hammerless
Modelos padrão com cão embutido:
- First Model (1895–1896), mecanismo basculante simples
- Second Model (1897–1908), alavanca de segurança incluída na face do gatilho
- Third Model a.k.a. New Model (1909–1941), sem alavanca de segurança no gatilho, adaptado para pólvora sem fumaça

## Fim da Iver Johnson e reaparição do nome
Em 2003, o nome foi reutilizado como Iver Johnson Arms Incorporated na Flórida como fabricante e importador de armas de fogo (das Filipinas, Turquia e Bélgica), incluindo pistolas semiautomáticas no estilo 1911, mas não relacionadas às antigas linhas da Iver Johnson. Essa nova empresa foi renomeada a partir da antiga Squires Bingham International, fundada em 1973.